# 551

## Събития
- Византийска дипломация предизвиква война между българските пленена утигури и кутригури при река Дон. Част от победените кутригури се заселват в Тракия със съгласието на Византия.